# زیره سبز
زیره سبز با نام علمیL. Cuminum cyminum(ال. کومینوم سمینوم) گیاهی است از خانواده apiaceae (آپیاسه)، یکساله، معطر، بدون کرک (جز میوه) ساقه علفی با انشعابات دو تایی و گاهی سه تایی می‌باشد. ساقه گیاه شیار دار بوده و دارا ی بافت کلانشیم محیطی است. همچنین گیاهی است یکساله کوچک و علفی که ارتفاع آن ۶۰ سانتیمتر است ریشه آن دراز و باریک برنگ سفید، ساقه آن راست و برگهایش به شکل نوار باریک و نخی شکل و برنگ سبز می‌باشد.
گل آذین از نوع چتر مرکب می‌باشد و هر چتر مرکب به سه تا شش چترک ختم می‌شود؛ و هر چترک دارای سه تا چهار گل می‌باشد. براکته‌های گشیده و خطی در زیر چتر مرکب به صورت حلقه ای مجتمع شده و گریبان نامیده می‌شود. براکته‌های قاعده هر گل نیز در قاعده چترک‌ها به صورت حلقوی وجود داشته و گریبانک نامیده می‌شود. میوه دوکی شکل بوده و در دو سر باریک می‌باشد و از نوع دو فندقه شیزوکارپ است که شامل دو مریکارپ می‌باشد. جنین دانه کوچک بوده و در آلبومین محصور است و به شدت به جدار مریکارپ فشرده‌است.
بخش شکمی جدار مریکارپ مسطح و بخش پشتی آن محدب است و دارای ۵ ضلع برجسته یا خطوط پره مانند طولی است که این پره‌ها یکی در پشت، دو تا در طرفین و دو تا در حاشیه مریکارپ قرار دارند.
از هر پره یک دسته آوندی عبور می‌کند که آوندهای چوبی در داخل و آوندهای آبکش در داخل قرار دارند. گرده افشانی در این گیاه توسط باد و به ندرت حشرات انجام می‌گیرد. چترها از پائین بو ته به سمت بالا و از اطراف به مر کز تولید بذر می‌کنند که نشان دهنده گل آذین نامحدود آن است.

## تاریخچه
زیره از زمان‌های قدیم مورد استفاده بوده و در کاوش‌های سوریه آثاری از هزاره دوم قبل از میلاد پیدا شده و همچنین در سایت‌های باستان‌شناسی مصر باستان نیز مواردی استفاده از ان نیز پیدا شده‌است.
برای نخستین بار در ایران و سرزمین‌های مدیترانه‌ای کشت شده‌است. در روم باستان و مراکش نیز به عنوان ادویه وخوراکی در غذاها استفاده می‌شده‌است. در اروپا و در قرون وسطی در اسپانیا و مالت کشت می‌شده‌است و توسط استعمارگران اسپانیایی و پرتغالی به آمریکا معرفی شد. زیره انواع مختلفی دارد که معروف‌ترین آن‌ها زیره سبز و زیره سیاه است که هر دو در آشپزی ایرانی استفاده می‌شود.
امروزه بیشترین کشت به ترتیب در کشورهای هند، ایران، ازبکستان ٬تاجیکستان ٬ترکیه، مراکش، مصر، سوریه، مکزیک، شیلی و چین است.

## شرح گیاه
گیاهی کوچک، علفی به ارتفاع ۱۵ تا ۵۰ سانتی‌متر و دارای ریشه دراز باریک به رنگ سفید و ساقه ای راست و منشعب به تقسیمات دو تایی است منشأ اولیه آن ناحیه علیای مصر و سواحل نیل بوده‌است ولی امروزه به حالت نیمه وحشی در منطقه وسیعی از مدیترانه، عربستان، ایران، و نواحی مختلف می‌روید یا در این نواحی پرورش می‌یابد.

برگهای آن متناوب، شفاف، بی کرک، منقسم به بریدگیهای بسیار نازک و ظریف ولی دراز و نخی شکل است. گلهائی کوچک، سفید یا صورتی رنگ و مجتمع به صورت چتر مرکب دارد. میوه آن بیضوی کشیده، باریک در دو انتها، بسیار معطر، به طول ۶ میلی‌متر، به قطر ۵/۱ میلی‌متر و پوشیده از تارهای خشن است. بعضی از واریته‌های این گیاه میوه‌های عاری از تار دارند. رنگ میوه بر حسب واریته‌های مختلف گیاه ممکن است زرد تیره یا خرمائی مایل به سبز یا خاکستری باشد.

### نیاز اکولوژیکی
چون زیره سبز گیاهی مدیترانه ای است، لذا در طول رویش به حرارت مناسب و نور کافی نیاز دارد مقدار اسانس گیاهان که در مناطق گرم با نور فراوان می‌رویند بیش از مناطق دیگر است. این گیاه در مرحله گل دهی و تشکیل میوه به رطوبت کمتری نیاز دارد. خاکهای با بافت متوسط و خاکهای لوم شنی، خاکهای مناسبی برای تولید زیره سبز هستند. کشت در خاکهای سبک شنی و تهی از مواد و عناصر غذایی مناسب نیست چون این خاکها شرایط را برای ابتلای گیاهان به بیماری‌های قارچی آماده می‌کنند. PH خاک برای کشت زیره سبز ۵/۴ تا ۲/۸ مناسب است.

### آماده‌سازی خاک
در اوایل پائیز ۱۵ تا ۲۰ تن در هکتار کودهای حیوانی کاملاً پوسیده به زمین اضافه نموده و سپس شخم زده می‌شود و در ادامه زمین را باید تسطیح نمود. خاک باید نرم باشد و سله تولید نکند قبل از کشت زمین را آماده و آن را کرت‌بندی می‌کنند.

### تاریخ و فواصل کاشت
از تناوب کاشت زیره با گیاهان تیره جعفری باید خودداری نمود. زیرا زیره سبز به بیماری‌های قارچی بسیار حساس بوده و بیماری‌های گیاهان تیره جعفری کم و بیش مشابه هستند.
تکثیر گیاه توسط بذر صورت می‌گیرد. تاریخ کشت به شرایط اقلیمی محل رویش بستگی دارد. بطوریکه در مناطق معتدل یک محصول پائیزه در مناطق سرد به صورت یک محصول بهاره کشت می‌شود اواسط پائیز (آبان ماه) زمان مناسبی برای کشت پائیزه است. در حالیکه کشت بهاره در اسفند انجام می‌گیرد.
اگر زیره سبز ردیفی کشت شود، فاصله ردیف‌ها ۱۵ تا ۲۰ سانتی‌متر مناسب است. هر هکتار زمین به ۱۲ تا ۱۵ کیلوگرم بذر با کیفیت نیاز دارد. عمق بذر به تناسب بافت خاک بین ۵/۱ تا ۲ سانتی‌متر مناسب است. پس از کشت از انجام هر گونه عملی که سبب جابجائی بذر شود باید خودداری نمود.

### کاشت
کشت زیره سبز توسط بذر و مستقیماً در زمین اصلی صورت می‌گیرد. مدتی قبل از کاشت زمین را باید آبیاری نمود. بذرها را می‌توان پس از مخلوط کردن با ماسه نرم به صورت دست پاش در سطح زمین پاشید در بعضی نقاط زیره سبز را به صورت ردیفی کشت می‌کنند. برای افزایش قوه رویشی بذرها را باید به مدت ۲۴ تا ۳۶ ساعت در آب خیس نمود.
پس از کاشت بلافاصله باید زمین را آبیاری کرد. آبیاری نباید شدید باشد تا بذرها شسته شود و در مرکز کرت‌ها متراکم شود. دومین آبیاری باید ۸ تا ۱۰ روز پس از اولین آبیاری انجام گیرد. رویش بذرها پس از دومین آبیاری آغاز می‌شود. چنانچه منطقه کشت از دمای بالایی برخوردار باشد باید ۵ تا ۶ روز پس از دومین آبیاری مجدداً گیاهان را آبیاری نمود. این آبیاری سبب می‌شود تا رویش بذرها تکمیل شود گیاهان را باید هر ۱۲ تا ۲۰ روز (بسته به شرایط آب و هوائی) آبیاری کرد. اضافه کردن ۲۰ تا ۳۰ کیلوگرم در هکتار ازت ۴۰ تا ۵۰ روز پس از کشت به همراه آبیاری سبب افزایش عملکرد می‌شود.

### داشت
چون زیره سبز ارتفاع کمی دارد و اگر امکان رویش به علفهای هرز داده شود، نه تنها می‌تواند بر زیره سبز غلبه کند و جذب آب و کسب نور را دچار اشکال سازند، بلکه سبب انتشار و گسترش آفتها و بیماری‌ها نیز می‌شوند لذا وجین علف‌های هرز ضروری است. هنگامیکه ارتفاع بوته‌ها به پنج سانتی‌متر رسید باید وجین علف‌های هرز را آغاز و در طول رویش زیره سبز علفهای هرز را باید دو تا سه مرتبه وجین کرد. برگرداندن خاک بین ردیفها نیز نقش عمده ای در افزایش عملکرد دارد. آبیاری باید با دقت انجام گیرد. هنگام گل دهی و تشکیل میوه، گیاهان به حداقل آبیاری نیاز دارند. آبیاری زیاد نه تنها سبب کاهش عملکرد می‌شود بلکه شرایط را برای ابتلاء به بیماری‌های قارچی آماده می‌کند.
بیماریهای قارچی زیره سبز یکی سفیدک سطحی است که برای مبارزه با آن باید از قارچ کش‌های سولفوره و تابل به مقدار یک کیلوگرم در هکتار یا از کاراتان به مقدار ۵/۰ لیتر در هکتار به صورت محلول پاشی استفاده کرد. از دیگر بیماری قارچی بلایت زیره است که در مرحله گل دهی به گیاهان آسیب می‌رساند. وجود لکه‌های قهوه ای رنگ بر روی ساقه، برگها از علائم این بیماری است برای مبارزه با آن از قارچ کش‌های حاوی ترکیبات مس نظیر دیتان، بلیتوکس (Blitox ۵۰)، کوپرومار (Cupromar) به مقدار ۶/۰ تا ۱ کیلوگرم در هکتار می‌توان استفاده نمود پوسیدگی ریشه نیز از بیماری‌های دیگر زیره است که در تمام مراحل رویش زیره سبز را تهدید می‌کند که جهت کنترل از مخلوط کاراتان و دیتان می‌توان استفاده نمود.

### برداشت
محصول معمولاً ۱۰۰ تا ۱۲۰ روز پس از کشت آماده برداشت می‌شود از اردیبهشت تا اوایل خرداد می‌توان زیره سبز را برداشت نمود. عمل برداشت معمولاً با دست انجام می‌گیرد. گیاهان را با دست از ریشه بیرون کشیده یا با داس برداشت می‌کنند. سپس آن‌ها را باید خشک نمود. پس از بوجاری باید بذرها را از سایر اندام‌ها جدا و با استفاده از جریان هوا آن‌ها را تمیز و بسته‌بندی کرد.
عملکرد بذر بسیار متفاوت است و به شرایط اقلیمی محل رویش بستگی دارد. از هر هکتار ۸/۰ تا ۱ تن بذر تولید می‌شود.

### دامنه انتشار
سبزوار، سرایان، علی‌آباد، مشهد، صالح آباد تهران، کیش لک( بین تهران و سمنان )، سمنان، دامغان، سرخه و شمال شرق استان گلستان از مهم ترین مراکز کشت زیره ایران می باشند.

### ترکیبات شیمیایی
زیره دارای تانن، روغن زرین و اسانس است. اسانس زیره را از تقطیر میوه له شده تحت اثر بخار آب بدست می‌آورند. این اسانس مایعی است بیرنگ که در اثر ماندن ابتدا برنگ زرد و سپس قهو ه ای رنگ می‌شود.
بوی زیره مربوط به آلدئیدی بنام کومینول است. مقدر کومینول در زیره بسته به محل کشت آن بین ۳۰ تا ۵۰ درصد است.
ضد تشنج است. برای برطرف کردن بیماری صرع مفید است. در دفع گاز معده مؤثر است. قاعده آور است. عرق آور است. برای رفع برونشیت از دم کرده زیره استفاده کنید. برای برطرف کردن سوءهاضمه مفید است. ترشحات زنانگی را برطرف می‌کند. برای تحریک اشتها زیره سبزه را با سرکه و آب مخلوط کرده و قبل از غذا بخورید. برای برطرف کردن قطره قطره ادرار کردن زیره را تفت داده و سرخ کنید سپس با آب بخورید. برای رفع نفخ روده و معده می‌توانید دم کرده زیره را تنقیه کنید. برای التیام زخم چشم، دانه‌های له شده زیره سبز را در آب برنج خام خیس کرده و سپس مایع بدست آمده را قطره قطره روی زخم چشم بریزید. هنگامیکه اطفال شیرخوار دل درد دارند و نفخ در شکم شان پیچیده چند قطره اسانس زیره را با روغن بادام مخلوط کرده و با آن شکم آن‌ها را ماساژ دهید؛ و بالاخره زیره را در غذاهایی که نفاخ هستند مخصوصاً حبوبات استفاده کنید.

## نگارخانه

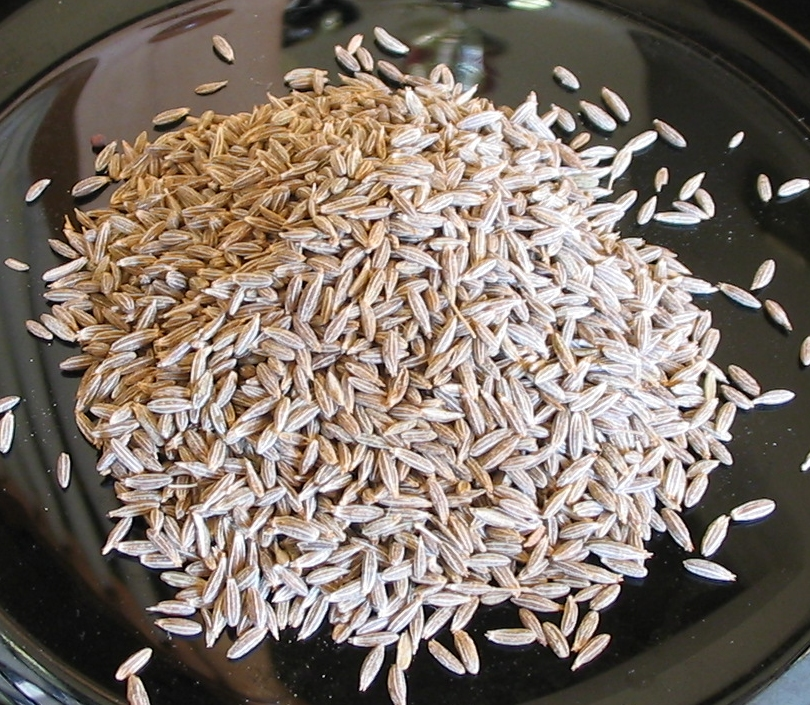
دانه‌های خشک
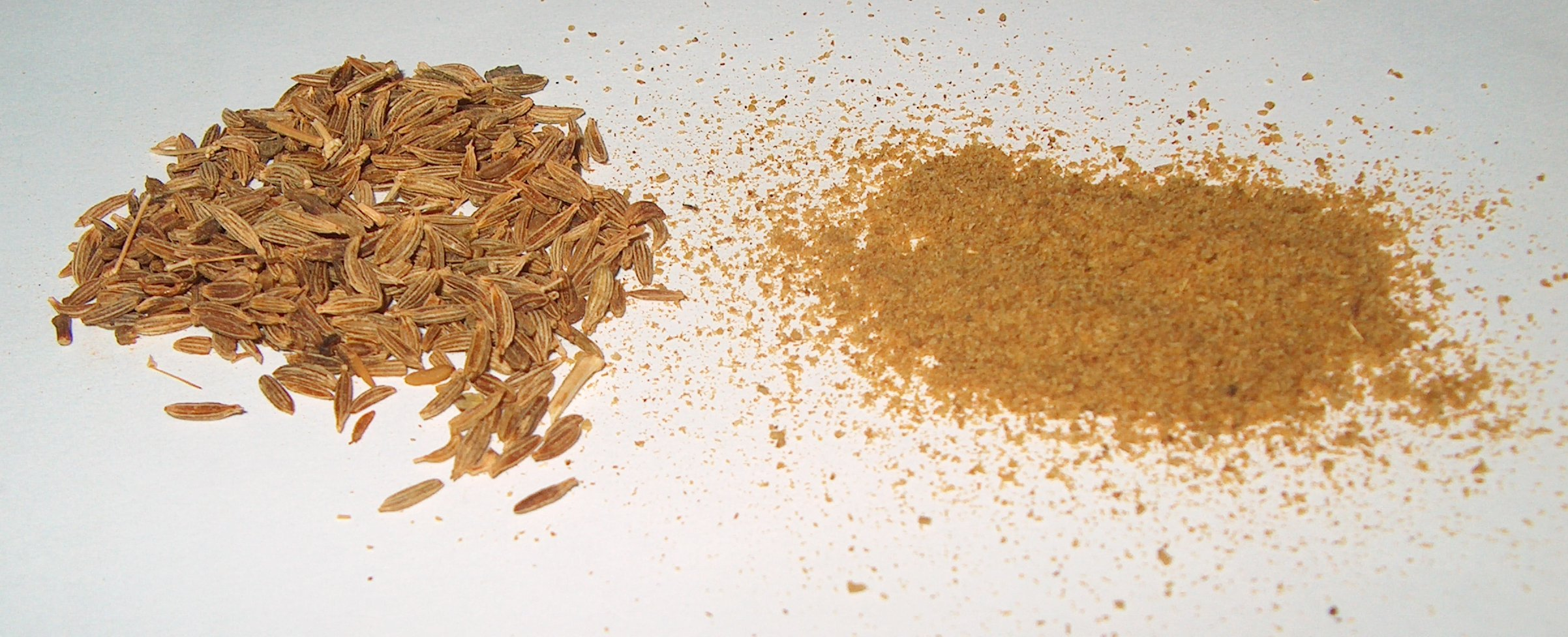
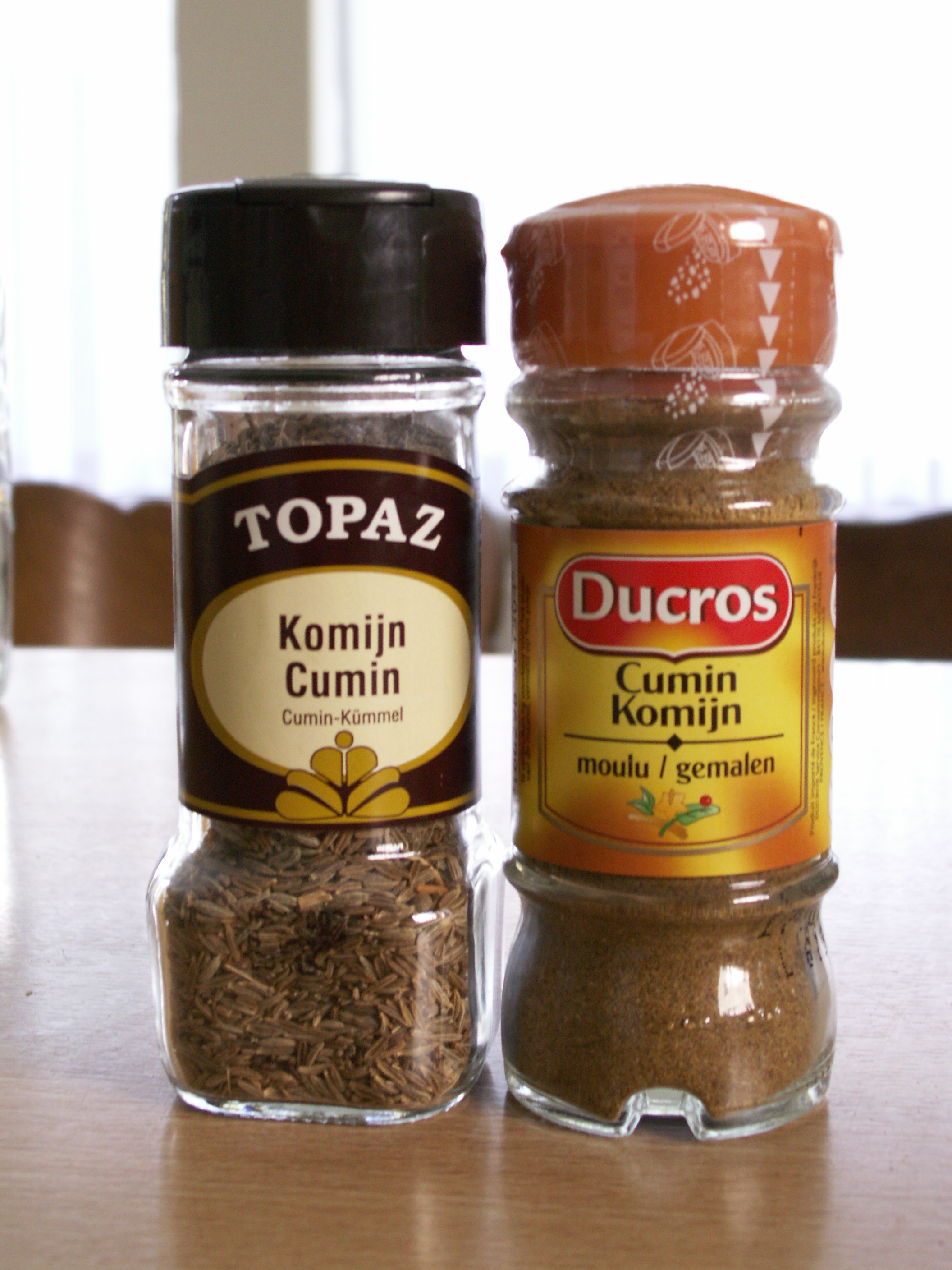
بسته بندی‌های تجاری
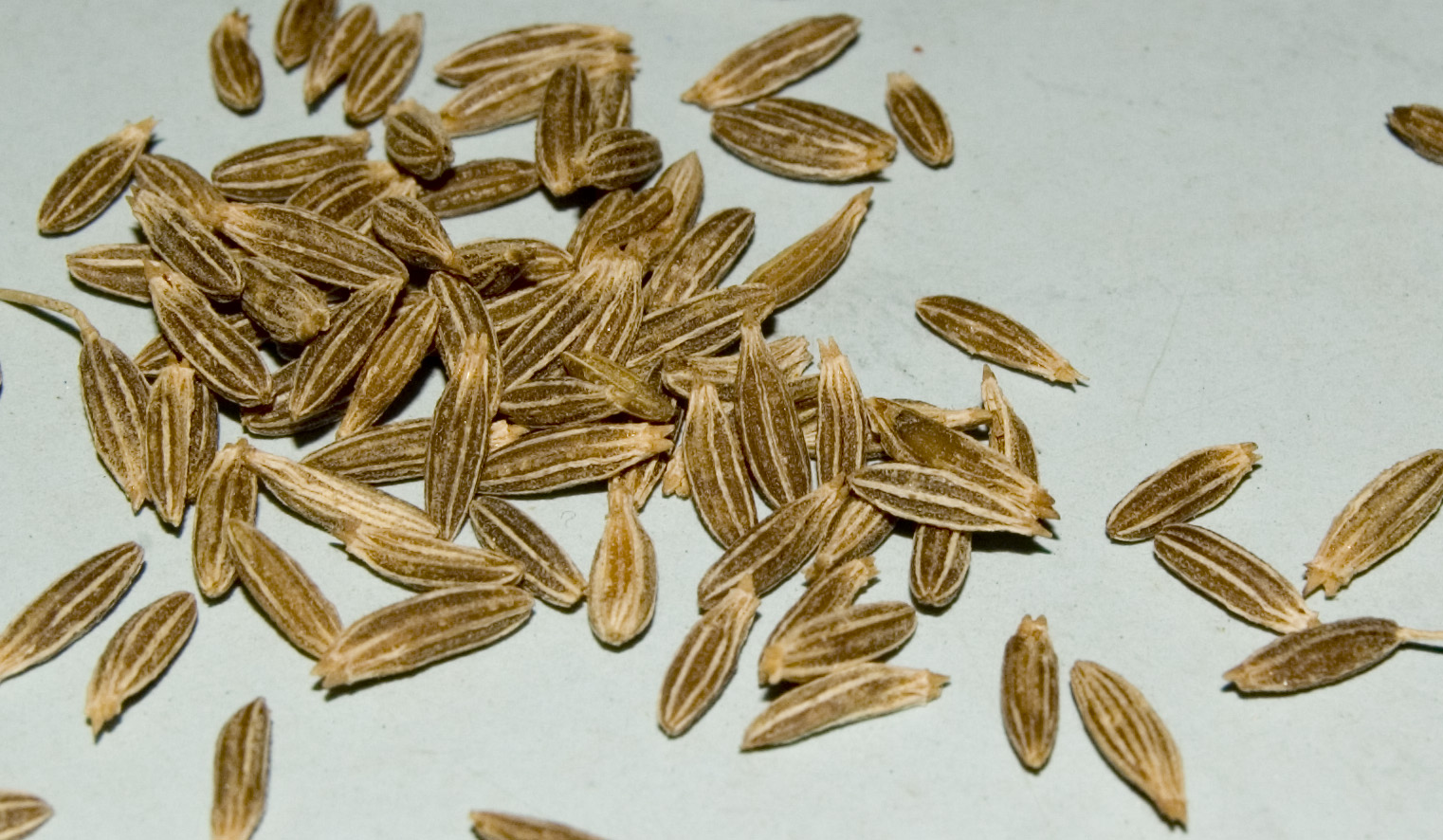